# Selaginella pilifera
Selaginella pilifera là một loài dương xỉ trong họ Selaginellaceae. Loài này được A. Braun mô tả khoa học đầu tiên năm 1857.

## Hình ảnh

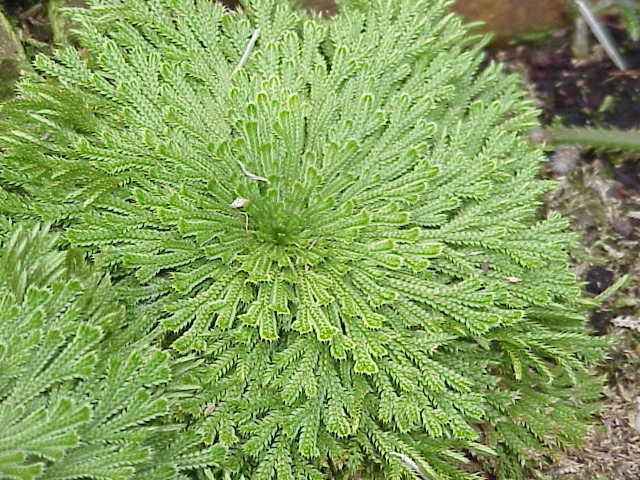